# Lijst van personen overleden in december 2016
Dit is een lijst van bekende personen die zijn overleden in december 2016.

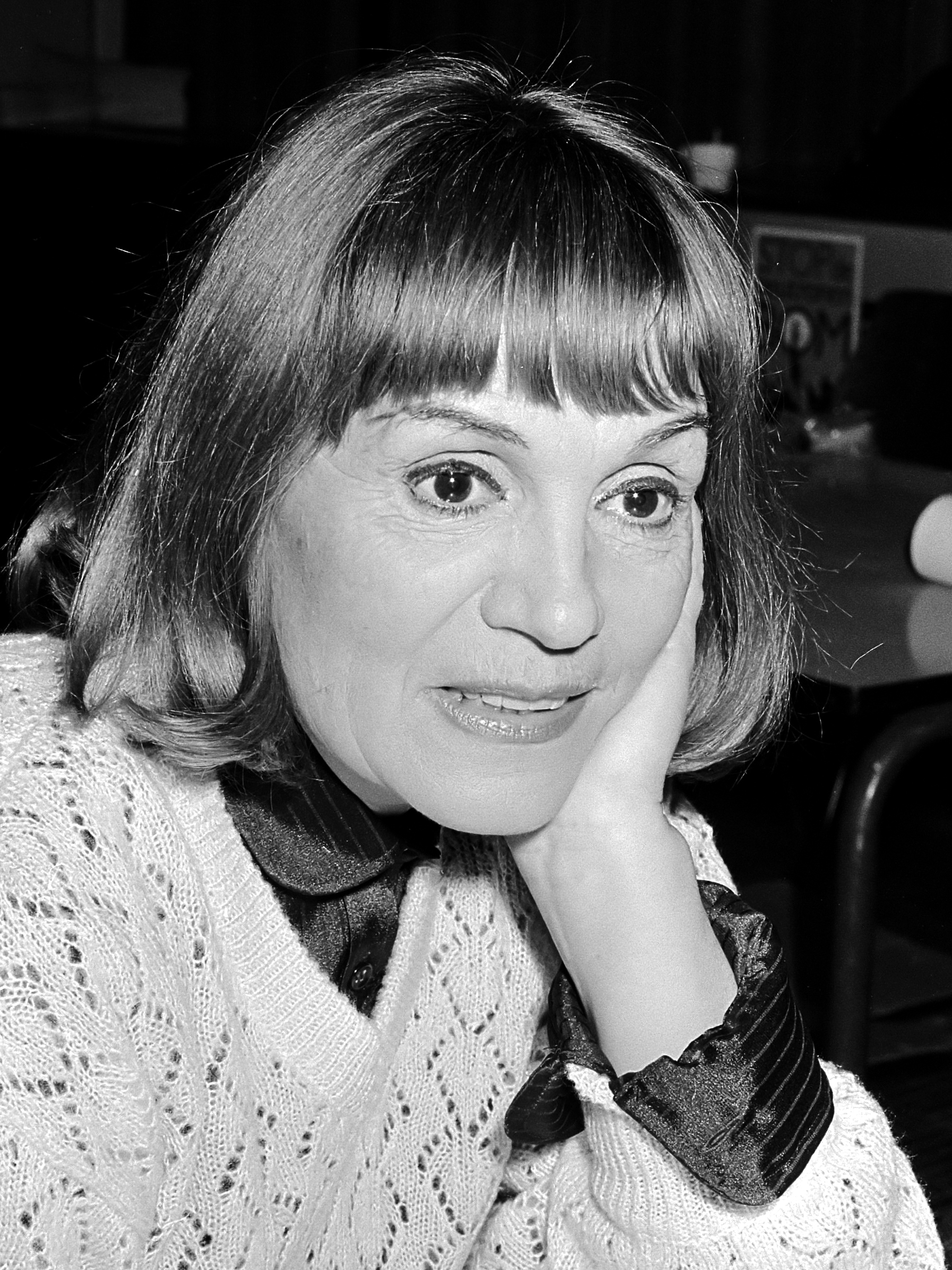
Gisela May
2 december

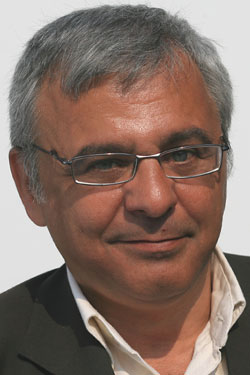
Jacky Morael
6 december

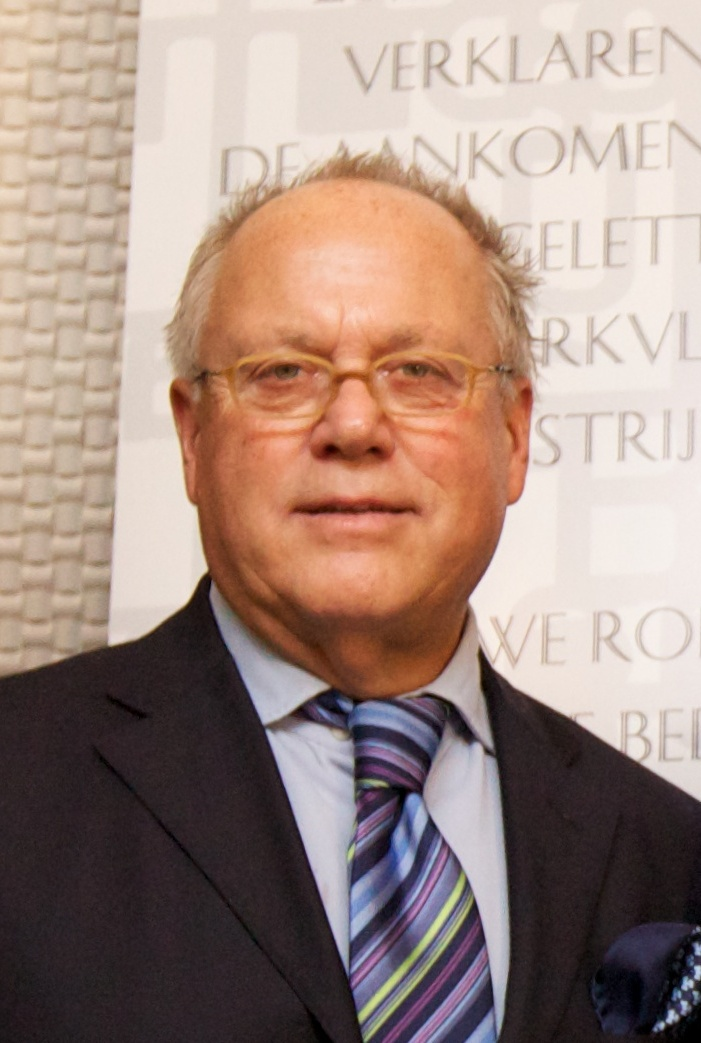
Joop Braakhekke
8 december

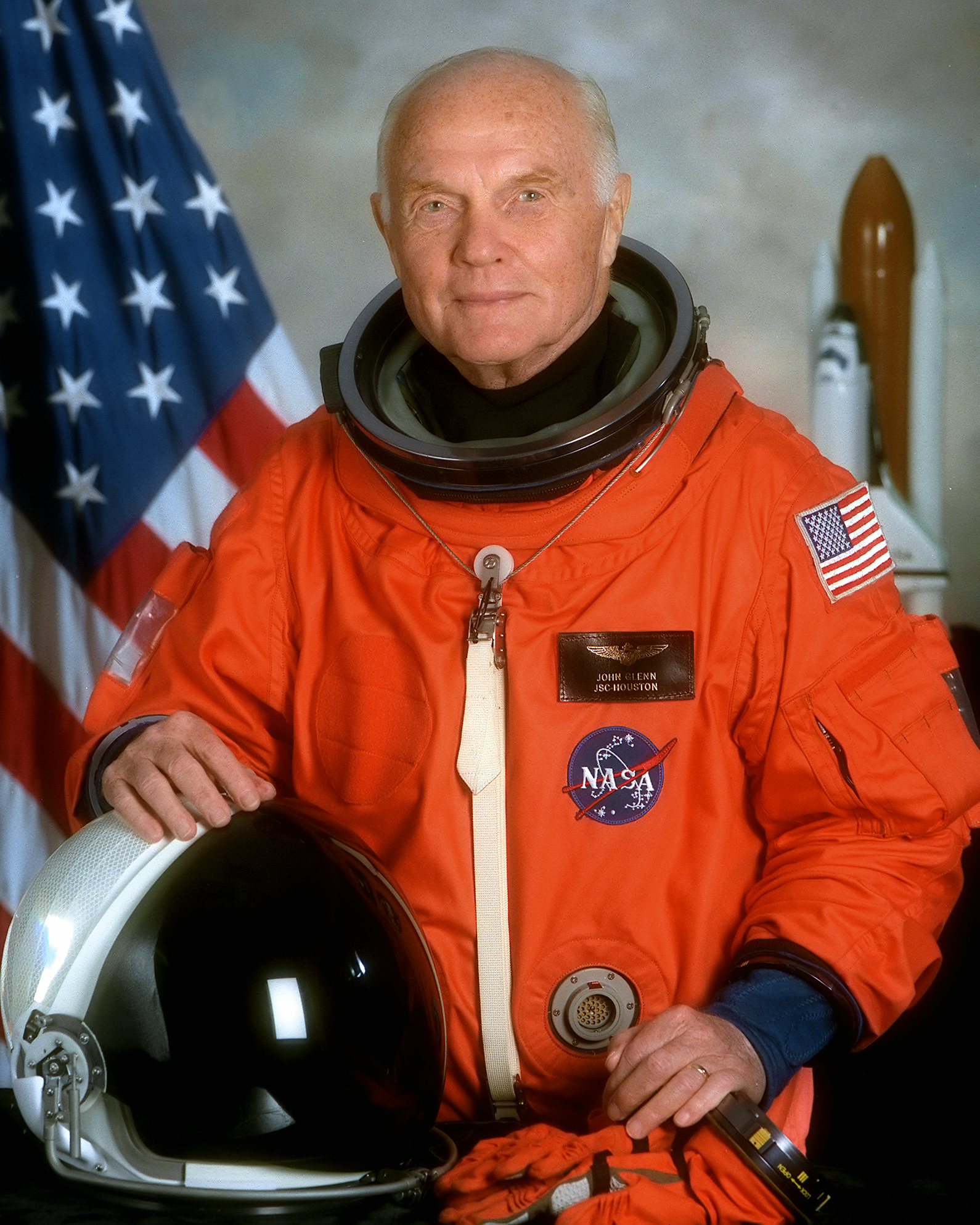
John Glenn
8 december

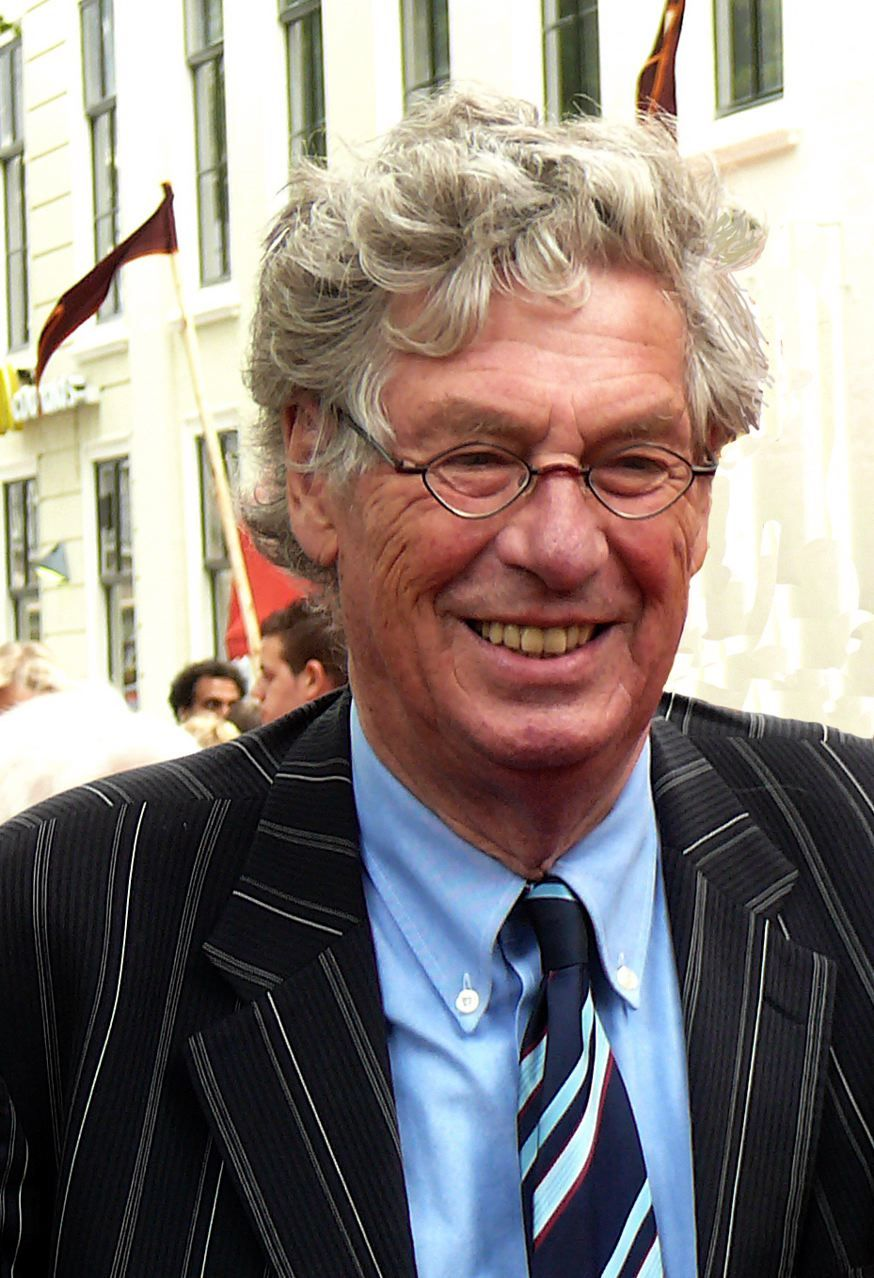
Peter van Straaten
8 december

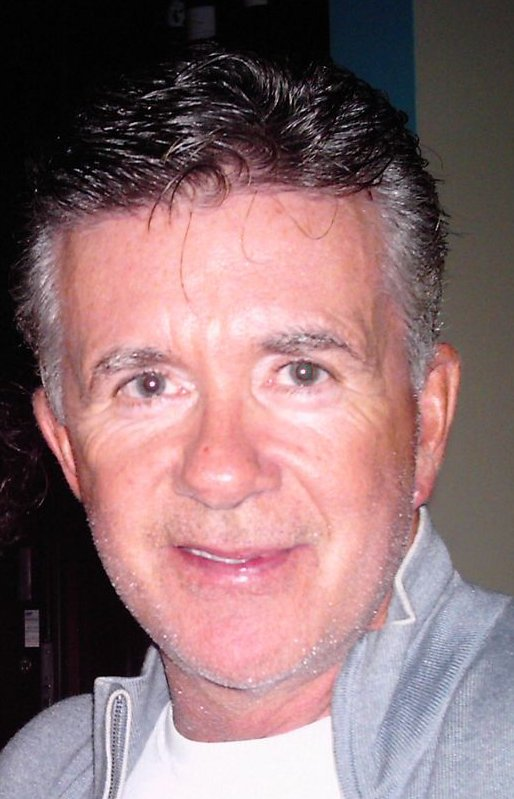
Alan Thicke
13 december

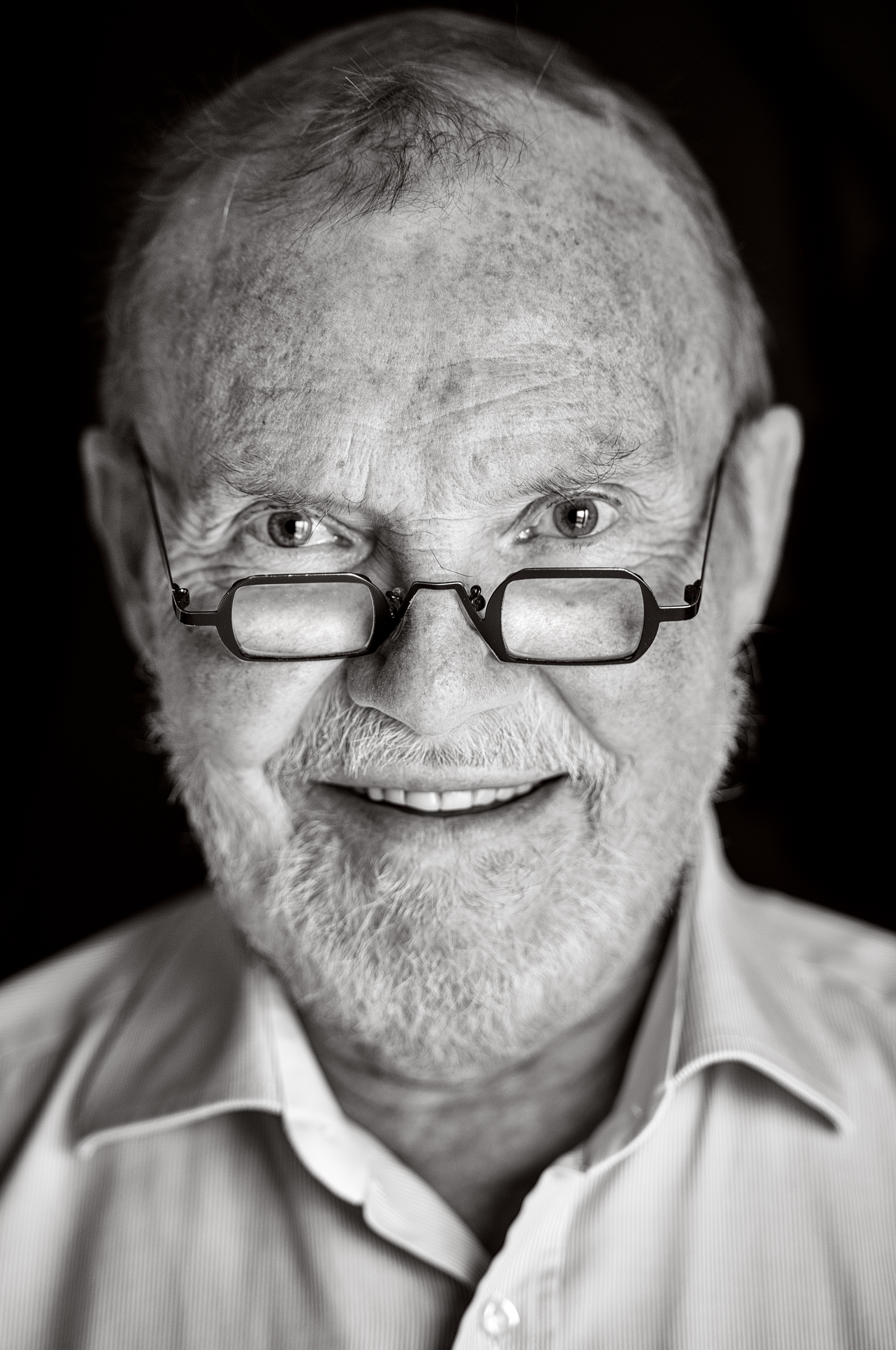
Eric Defoort
16 december

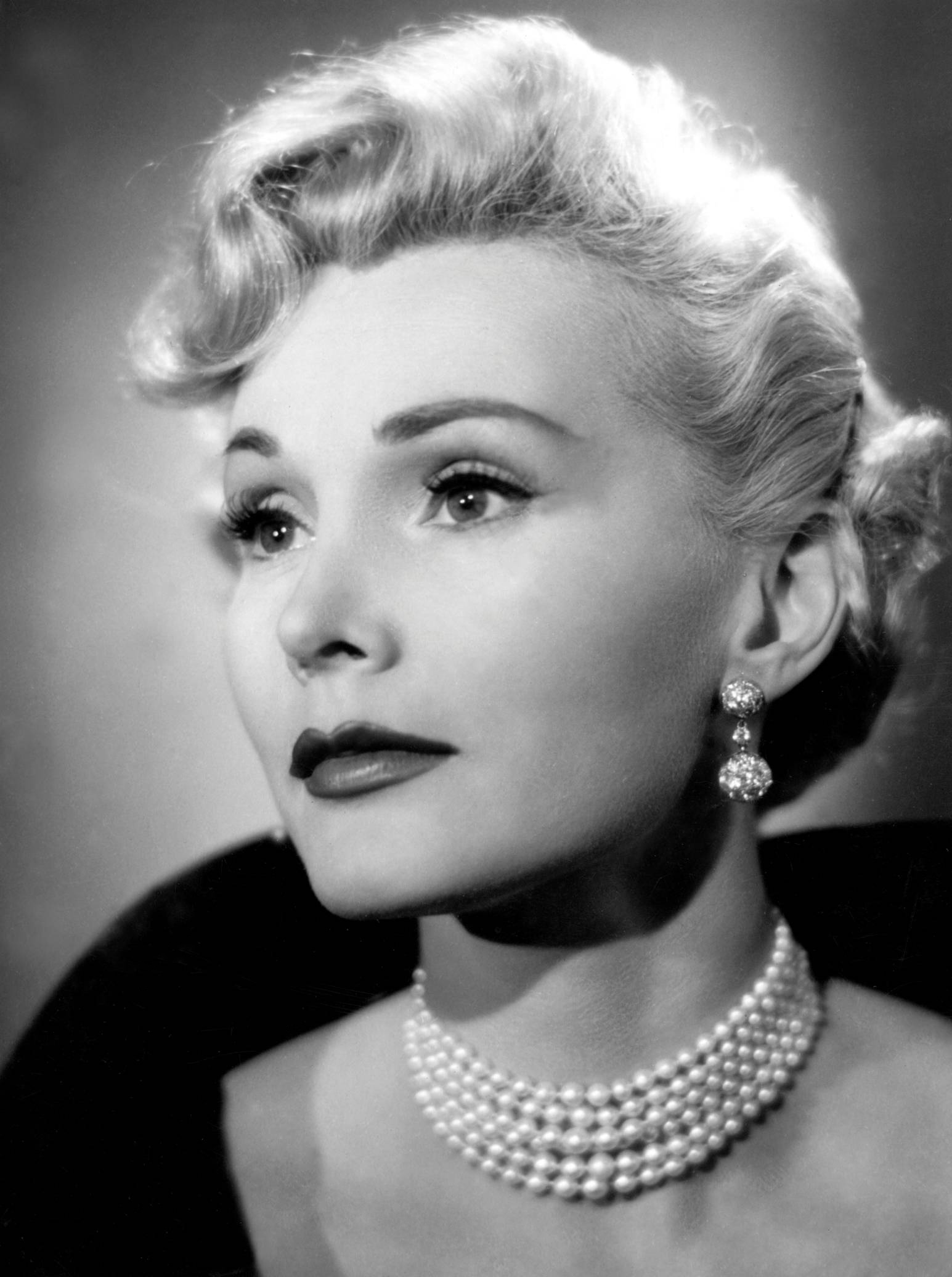
Zsa Zsa Gábor
18 december

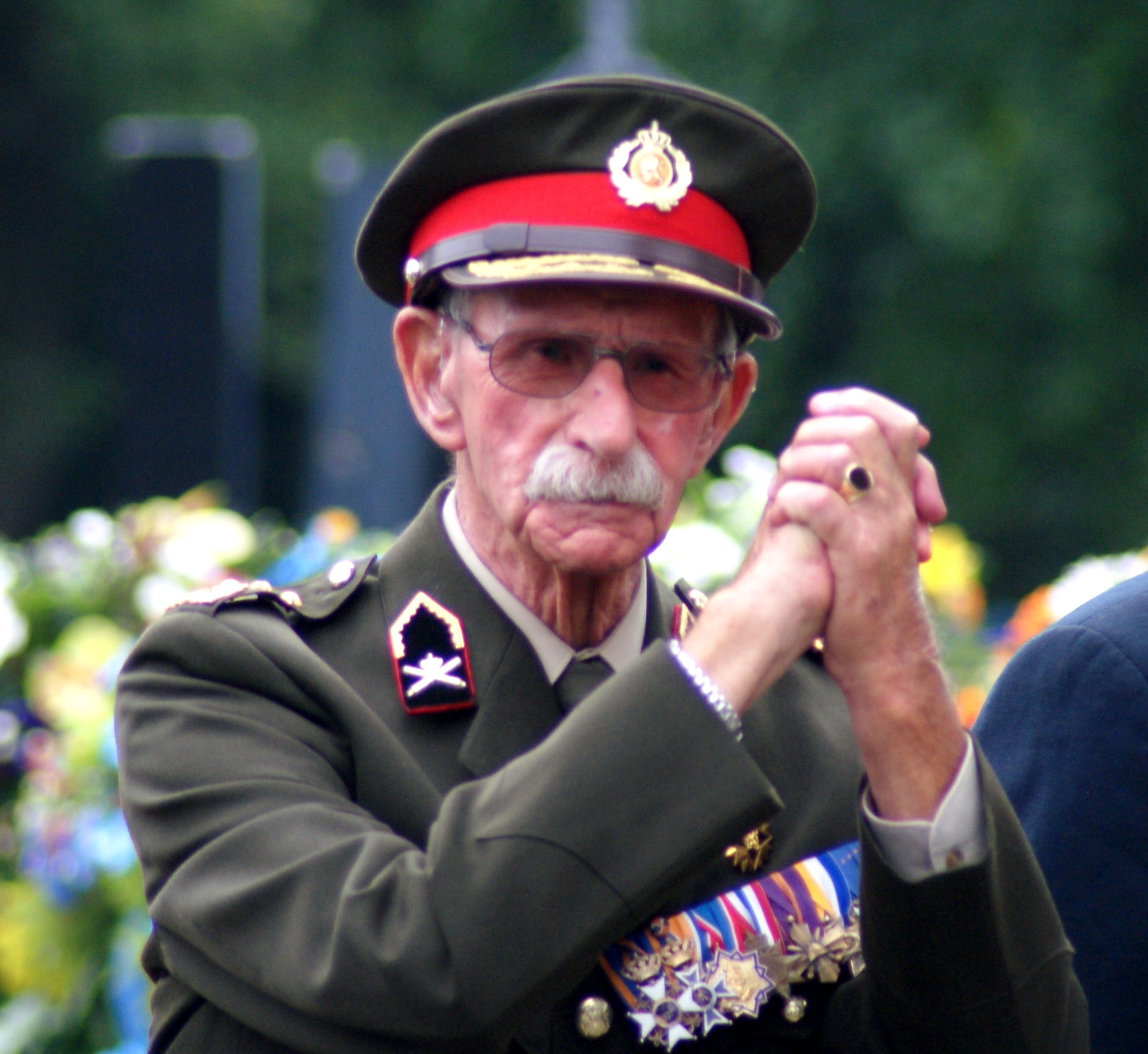
Ted Meines
24 december

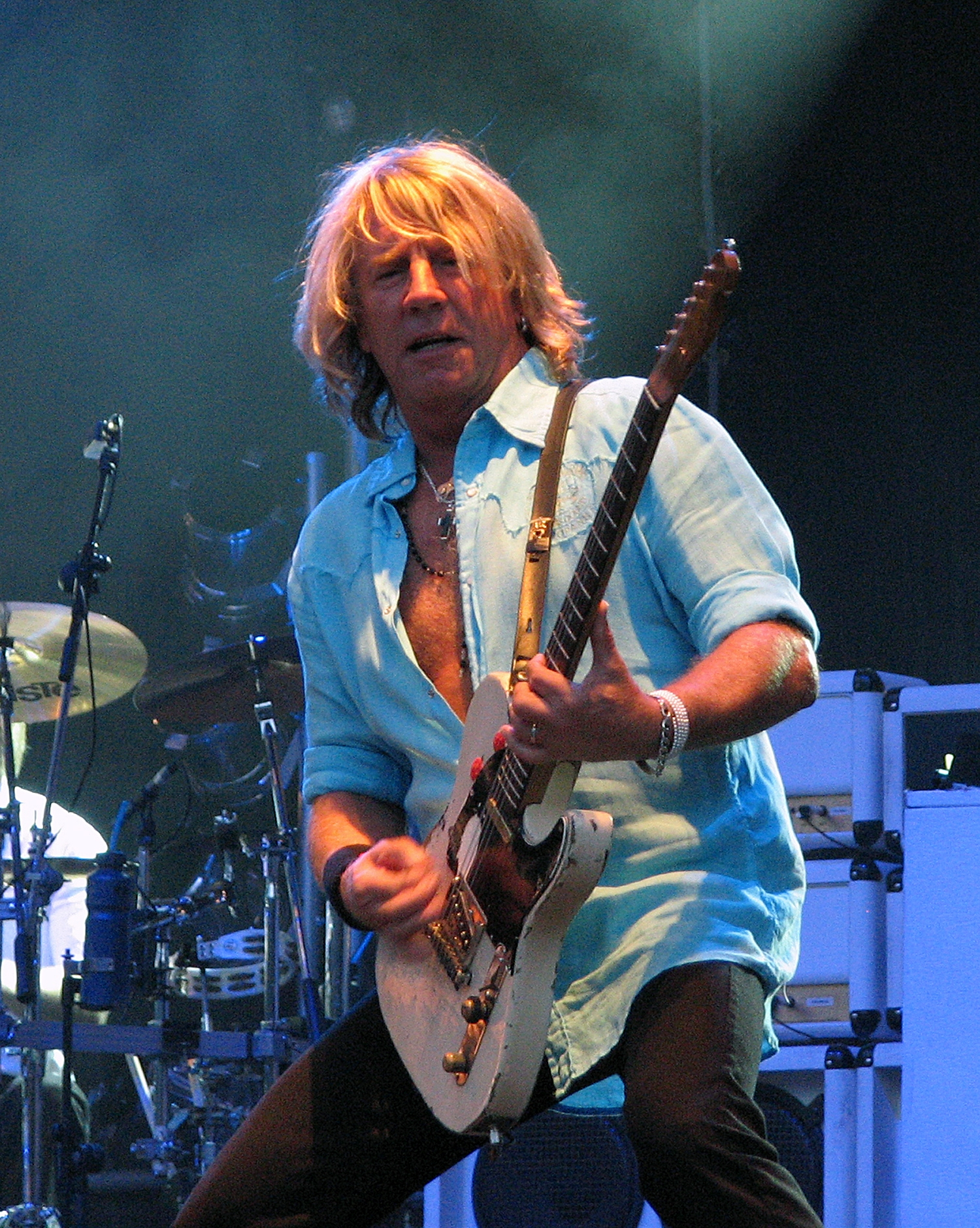
Rick Parfitt
24 december

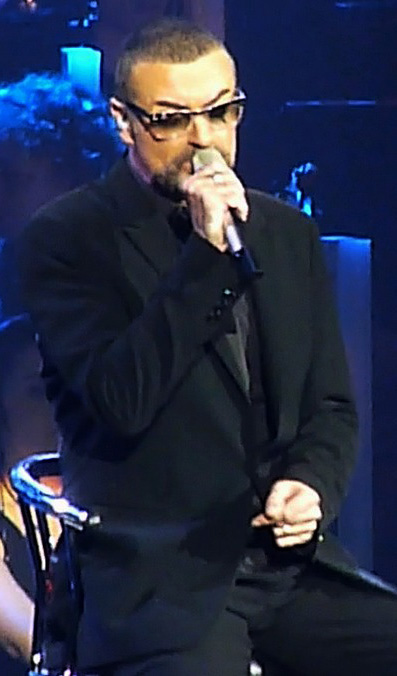
George Michael
25 december

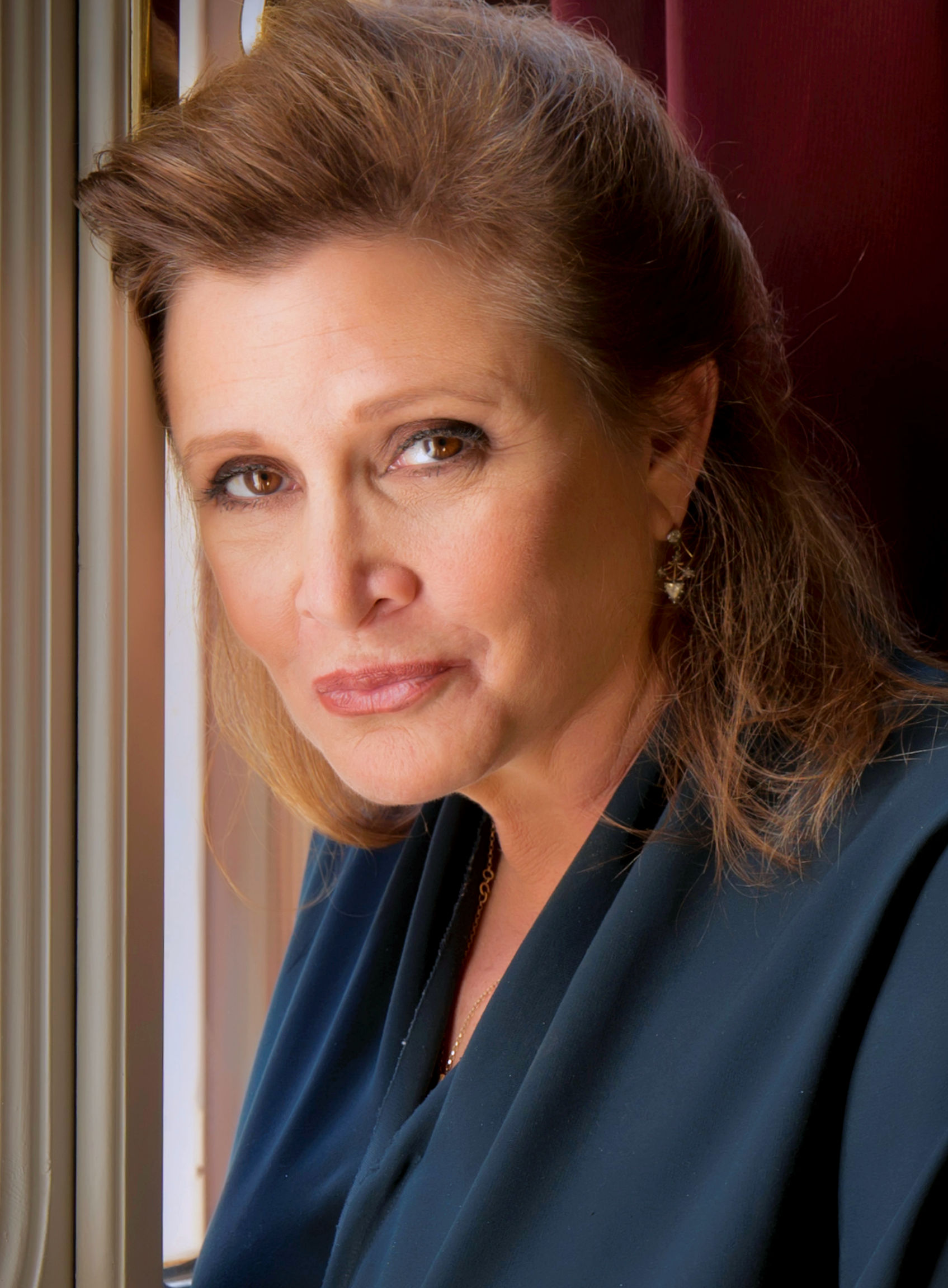
Carrie Fisher
27 december

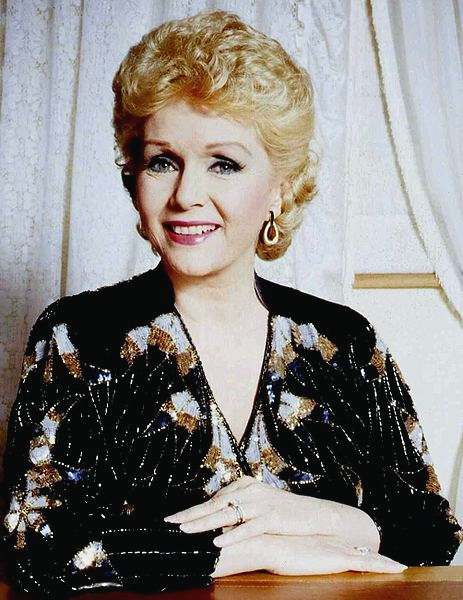
Debbie Reynolds
28 december

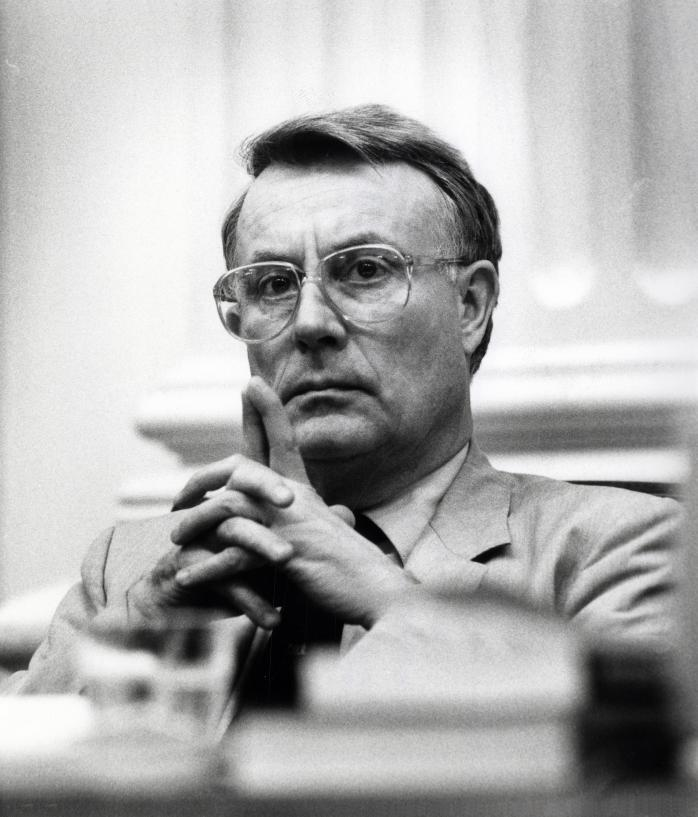
Henk Koning
31 december

| 1 | 2 | 3 | 4 | 5 | 6 | 7 | 8 | 9 | 10 | 11 | 12 | 13 | 14 | 15 | 16 | 17 | 18 | 19 | 20 | 21 | 22 | 23 | 24 | 25 | 26 | 27 | 28 | 29 | 30 | 31 |
| - | - | - | - | - | - | - | - | - | -- | -- | -- | -- | -- | -- | -- | -- | -- | -- | -- | -- | -- | -- | -- | -- | -- | -- | -- | -- | -- | -- |

### 1 december
- Ed Barten (97), Nederlands Engelandvaarder[1]
- Don Calfa (76), Amerikaans acteur[2]
- Hendrik Jagersma (89), Nederlands hoogleraar en predikant[3]
- Ousmane Sow (81), Senegalees beeldhouwer[4]

### 2 december
- Wim Feldmann (85), Nederlands voetballer[5]
- Samuel Lee (96), Amerikaans schoonspringer[6]
- Gisela May (92), Duits actrice en zangeres[7]
- Jan Thijssen (73), Nederlands archeoloog[8]
- Paul de Wispelaere (88), Belgisch auteur en hoogleraar[9]

### 3 december
- Herbert Hardesty (91), Amerikaans jazzmuzikant[10]
- Rémy Pflimlin (62), Frans zakenman[11]

### 4 december
- Marcel Gotlib (82), Frans stripauteur[12]
- Ferreira Gullar (86), Braziliaans schrijver en essayist[13]
- Jean-Loup Passek (80), Frans schrijver en filmcriticus[14]

### 5 december
- Gerben Abma (84), Nederlands historicus en schrijver[15]
- Big Syke (48), Amerikaans rapper[16]
- Jayalalithaa (68), Indiaas actrice en politica[17]
- Kristin Rohde (52), Amerikaans actrice[18]

### 6 december
- Bruno Bayen (66), Frans schrijver, vertaler en regisseur[19]
- Jacky Morael (57), Belgisch politicus[20]
- Charles B. Reed (75), Amerikaans onderwijsbestuurder[21]
- Peter Vaughan (93), Brits acteur[22]

### 7 december
- Paul Elvstrøm (88), Deens zeiler[23]
- Mohamed Tahar Fergani (88), Algerijns zanger en violist[24]
- Hildegard Hamm-Brücher (95), Duits politica[25]
- Greg Lake (69), Brits rockmusicus en muziekproducent[26]
- Elliott Schwartz (80), Amerikaans componist en muziekpedagoog[27]

### 8 december
- Ariane Amsberg (86), Nederlands actrice, auteur en feministe[28]
- Joop Braakhekke (75), Nederlands televisiekok en restauranthouder[29]
- John Glenn (95), Amerikaans astronaut en politicus[30]
- Martin Kok (49), Nederlands crimineel en misdaadverslaggever[31]
- Joseph Mascolo (87), Amerikaans acteur[32]
- Peter van Straaten (81), Nederlands cartoonist en striptekenaar[33]

### 9 december
- Élcio Álvares (84), Braziliaans politicus[34]
- Joop Kluin (81), Nederlands voetballer[35]
- Jens Risom (100), Deens-Amerikaans meubelontwerper[36]

### 10 december
- Peter Brabrook (79), Engels voetballer[37]
- Felix Browder (89), Amerikaans wiskundige[38]
- Kees Buijs (85), Nederlands burgemeester[39]
- Étienne Fabre (20), Frans wielrenner[40]
- Daweli Reinhardt (84), Duits gitarist[41]
- Rafael Tovar y de Teresa (62), Mexicaans politicus, diplomaat, historicus en schrijver[42]

### 11 december
- Sadiq Jalal al-Azm (82), Syrisch filosoof[43]
- Marion van Binsbergen (96), Nederlands verzetsstrijdster[44]
- Kevin O'Morrison (100), Amerikaans acteur[45]
- Esma Redžepova (73), Macedonisch zangeres[46]

### 12 december
- Javier Echevarría Rodríguez (84), Spaans bisschop[47]
- Shirley Hazzard (85), Australisch-Amerikaans schrijfster[48]
- Jim Prior (89), Brits politicus[49]
- Ruud Reinders (80), Nederlands burgemeester[50]

### 13 december
- Patrick Derochette (52), Belgisch moordenaar[51]
- Hebe Charlotte Kohlbrugge (102), Nederlands verzetsstrijdster en theologe[52]
- Thomas Schelling (95), Amerikaans econoom en professor[53]
- Zubaida Tharwat (76), Egyptisch actrice en model[54]
- Alan Thicke (69), Canadees acteur[55]

### 14 december
- Paulo Evaristo Arns (95), Braziliaans kardinaal en aartsbisschop[56]
- Karel Husa (95), Amerikaans componist, muziekpedagoog, dirigent en trompettist[57]
- Gérard Lemaître (80), Frans balletdanser[58]
- Halfdan Mahler (93), Deens medicus en diplomaat[59]
- Päivi Paunu (70), Fins zangeres[60]

### 15 december
- Howard Bingham (77), Amerikaans fotograaf en biograaf[61]
- Shep Houghton (102), Amerikaans acteur[62]
- Fran Jeffries (79), Amerikaans zangeres, danseres, actrice en model[63]
- Eckart Spoo (79), Duits journalist en schrijver[64]

### 16 december
- Eric Defoort (73), Belgisch politicus[65]
- Faina Melnik (71), Sovjet-Russisch/Oekraïens atlete[66]

### 17 december
- Jan Broekhuis (83), Nederlands theoloog[67]
- Steven Membrecht (79), Nederlands schrijver[68]
- Henry Heimlich (96), Amerikaans arts[69]

### 18 december
- Zsa Zsa Gábor (99), Hongaars-Amerikaans actrice[70]
- Siem Wellinga (85), Nederlands voetbalscheidsrechter[71]

### 19 december
- Ger Blok (77), Nederlands voetbalcoach[72]
- Hella Faassen (91), Nederlands actrice[73]
- Andrej Karlov (62), Russisch diplomaat[74]
- Dick Latessa (87), Amerikaans acteur[75]
- Jan Scholtens (83), Nederlands journalist en televisiepresentator[76]
- Fidel Uriarte (71), Spaans voetballer[77]

### 20 december
- Piet van Bladel (86), Nederlands voetballer[78]
- Michèle Morgan (96), Frans actrice[79]
- Jan Andries de Nooij (92), Nederlands verzetsstrijder[80]
- Aleid Rensen-Oosting (77), Nederlands bestuurder[81]

### 21 december
- Angelo Di Marco (89), Frans tekenaar[82]
- Albert Hanken (90), Nederlands hoogleraar systeemleer[83]
- Betty Loo Taylor (87), Amerikaans jazzpianiste[84]

### 22 december
- Carlos Averhoff (69), Cubaans jazz-muzikant en fluitist[85]
- Jean-Paul Barbier-Mueller (86), Zwitsers literatuurhistoricus en verzamelaar[86]
- Dick Houwaart (89), Nederlands journalist en schrijver[87]
- Charles Langereis (68), Nederlands advocaat en hoogleraar[88]
- Erik Jan Nederkoorn (73), Nederlands bestuurder[89]
- Kenneth Snelson (89), Amerikaans beeldhouwer en fotograaf[90]
- Franca Sozzani (66), Italiaans modejournaliste[91]

### 23 december
- Heinrich Schiff (65), Oostenrijks cellist en dirigent[92]
- Piers Sellers (61), Brits-Amerikaans ruimtevaarder[93]
- Vesna Vulović (66), Joegoslavisch stewardess[94]
- Miruts Yifter (72), Ethiopisch atleet[95]
- Poul Pedersen (84), Deens voetballer[96]

### 24 december
- Richard Adams (96), Brits schrijver[97]
- Jeffrey Hayden (90), Amerikaans acteur en regisseur[98]
- Ted Meines (95), Nederlands generaal en verzetsman[99]
- Rick Parfitt (68), Brits musicus[100]
- Liz Smith (95), Brits actrice[101]
- Barbara Straathof (41), Nederlands zangeres[102]

### 25 december
- Sandra Giles (84), Amerikaans actrice[103]
- Elizaveta Glinka (54), Russisch humanitair activiste[104]
- George Michael (53), Brits zanger, liedjesschrijver en platenproducer[105]
- Alphonse Mouzon (68), Amerikaans drummer, percussionist en acteur[106]
- Vera Rubin (88), Amerikaans astronome[107]
- Eliseo Subiela (71), Argentijns filmregisseur[108]

### 26 december
- Kyriakos Amiridis (59), Grieks ambassadeur[109]
- Asjot Anastasian (52), Armeens schaker[110]
- Joachim Calmeyer (85), Noors acteur[111]
- Maurice Failevic (83), Frans regisseur en documentairemaker[112]
- Ricky Harris (54), Amerikaans acteur[113]
- Günther Höller (79), Duits blokfluitist en hoogleraar[114]
- George S. Irving (94), Amerikaans acteur[115]

### 27 december
- Gilles Borrie (91), Nederlands burgemeester en historicus[116]
- Carrie Fisher (60), Amerikaans actrice[117]
- Claude Gensac (89), Frans actrice[118]
- Mathias Hinterscheid (85), Luxemburgs vakbondsbestuurder[119]
- Barbara Tarbuck (74), Amerikaans actrice[120]
- Hans Tietmeyer (85), Duits econoom en politicus[121]
- Ratnasiri Wickremanayake (83), Sri Lankaans politicus[122]

### 28 december
- Gregorio Álvarez (91), president van Uruguay[123]
- Pierre Barouh (82), Frans acteur, zanger en componist[124]
- Anthony Cronin (93), Iers schrijver[125]
- Michel Déon (97), Frans schrijver en académicien[126]
- Annelise Hovmand (92), Deens filmregisseur, -producent[127]
- Knut Kiesewetter (75), Duits zanger[128]
- Wilfrid Moonen (68), Belgisch volksmuzikant[129]
- Debbie Reynolds (84), Amerikaanse actrice en zangeres[130]
- Jean-Christophe Victor (69), Frans etnoloog, geopoliticus en televisiemaker[131]

### 29 december
- Pieter Beishuizen (86), Nederlands politicus[132]
- Néstor Gonçalves (80), Uruguayaans voetballer[133]
- Roger Leiner (61), Luxemburgs stripauteur[134]
- Ferdy Kübler (97), Zwitsers wielrenner[135]
- William Salice (83), Italiaans zakenman en uitvinder[136]

### 30 december
- George Kosana (81), Amerikaans acteur[137]
- Jacques Schols (81), Nederlands jazzbassist[138]
- Allan Williams (86), Brits ondernemer en muziekpromotor[139]
- Tyrus Wong (106), Chinees-Amerikaans kunstenaar en tekenaar[140]

### 31 december
- William Christopher (84), Amerikaans acteur[141]
- Henning Christophersen (77), Deens politicus[142]
- Henk Koning (83), Nederlands politicus[143]
- Atelea Okati (29), Tongaans rugbyspeler[144]
- Jan den Ouden (78), Nederlands burgemeester[145]
- Dietz-Werner Steck (80), Duits acteur[146]
- Eva Šuranová (70), Tsjecho-Slowaaks atlete[147]

januari ·
februari ·
maart ·
april ·
mei ·
juni ·
juli ·
augustus ·
september ·
oktober ·
november ·
december
1900 ·
1901 ·
1902 ·
1903 ·
1904 ·
1905 ·
1906 ·
1907 ·
1908 ·
1909 ·
1910 ·
1911 ·
1912 ·
1913 ·
1914 ·
1915 ·
1916 ·
1917 ·
1918 ·
1919 ·
1920 ·
1921 ·
1922 ·
1923 ·
1924 ·
1925 ·
1926 ·
1927 ·
1928 ·
1929 ·
1930 ·
1931 ·
1932 ·
1933 ·
1934 ·
1935 ·
1936 ·
1937 ·
1938 ·
1939 ·
1940 ·
1941 ·
1942 ·
1943 ·
1944 ·
1945 ·
1946 ·
1947 ·
1948 ·
1949 ·
1950 ·
1951 ·
1952 ·
1953 ·
1954 ·
1955 ·
1956 ·
1957 ·
1958 ·
1959 ·
1960 ·
1961 ·
1962 ·
1963 ·
1964 ·
1965 ·
1966 ·
1967 ·
1968 ·
1969 ·
1970 ·
1971 ·
1972 ·
1973 ·
1974 ·
1975 ·
1976 ·
1977 ·
1978 ·
1979 ·
1980 ·
1981 ·
1982 ·
1983 ·
1984 ·
1985 ·
1986 ·
1987 ·
1988 ·
1989 ·
1990 ·
1991 ·
1992 ·
1993 ·
1994 ·
1995 ·
1996 ·
1997 ·
1998 ·
1999 ·
2000 ·
2001 ·
2002 ·
2003 ·
2004 ·
2005 ·
2006 ·
2007 ·
2008 ·
2009 ·
2010 ·
2011 ·
2012 ·
2013 ·
2014 ·
2015 ·
2016 ·
2017 ·
2018 ·
2019 ·
2020 ·
2021 ·
2022 ·
2023 ·
2024 ·
2025